# Campionato svizzero di hockey su ghiaccio 1925-1926

## Campionato Internazionale

### Partecipanti
Château-d'Œx · 
 Davos · 
 Rosey-Gstaad · 
 St. Moritz

### Verdetti
| Campionato Internazionale 1925-1926 |
| ----------------------------------- |
| nessun vincitore                    |

## Campionato Nazionale

### Partecipanti
Akademischer EHC Zürich · 
 Château-d'Œx · 
 Davos · 
 Rosey-Gstaad

### Verdetti
| Campionato Nazionale 1925-1926 |
| ------------------------------ |
| Davos                          |